# Luboš Kalouda
Luboš Kalouda (* 20. května 1987, Brno) je bývalý český fotbalový záložník a mládežnický reprezentant. Hráčskou kariéru ukončil v červenci 2017, jeho posledním angažmá byl klub 1. FC Slovácko. Mimo Česko působil na klubové úrovni v Rusku a na Ukrajině.
Na mistrovství světa do 20 let 2007 v Kanadě získal s českým týmem stříbrné medaile.

## Klubová kariéra
Luboš Kalouda začínal s fotbalem v TJ Šaratice, od roku 1996 byl hráčem Boby Brno. Postupně se propracoval až do prvního týmu a 3. prosince 2006 v 19 letech debutoval v 1. česká fotbalová liga v zápase proti Teplicím (2:2).
Po úspěchu v reprezentaci do 20 let a následném povedeném podzimu 2007 v 1. lize, kdy mj. odehrál jedno z nejlepších utkání proti pražské Spartě (25. listopadu 2007, výhra 4:2), v němž vstřelil 2 góly, se o něj zajímaly velkokluby jako Juventus Turín, Newcastle United, Chelsea FC nebo nizozemský PSV Eindhoven. On však překvapivě zvolil cestu na východ do ruského CSKA Moskva. V březnu 2008 podepsal pětiletou smlouvu a Brno za jeho přestup inkasovalo 5,18 milionů eur. Klub se stal hráčovým prvním zahraničním angažmá.
V ruské metropoli se téměř neprosadil. Debutoval sice 25. dubna 2008 v nastavení zápasu s Vladivostokem, ovšem od té doby hrál pouze za B-tým. Na začátku srpna 2008 se spekulovalo o jeho odchodu do španělského Racingu Santander, ale vše zhatilo jeho zranění v druhém zápase za CSKA 6. srpna 2008 (osmifinále ruského poháru proti třetiligovému Torpedu Vladimir). Před sezonou 2009/10 zamířil na hostování do pražské Sparty. S týmem získal v témže ročníku mistrovský titul. V letech 2010-2012 hostoval v Volgaru Astrachaň. V roce 2012 působil na hostování v PFK Oleksandrija.

### FK Dukla Praha
V létě 2012 přestoupil do Dukly Praha, kde podepsal tříletý kontrakt. V Gambrinus lize za Duklu debutoval 4. srpna 2012 proti Liberci (prohra 2:3). 26. května 2013 v předposledním ligovém kole přispěl gólem k výhře 2:1 nad Mladou Boleslaví. Byl to jeho třetí gól v ročníku, celkem odehrál během něj 16 utkání. 4. března 2014 se s mužstvem dohodl na předčasném ukončení smlouvy.

### 1. FC Slovácko
V červenci 2014 se dohodl s prvoligovým celkem 1. FC Slovácko na tříleté smlouvě. Byl přiveden jako náhrada za Jakuba Petra, který v létě odešel do pražské Slavie. 
V sezónách 2015/16 a 2016/17 odehrál kvůli zdravotním patáliím pouhé dva ligové zápasy. Po skončení ročníku 2016/17 ukončil hráčskou kariéru.

## Reprezentační kariéra
Zlomem v Kaloudově kariéře bylo bezesporu MS do 20 let 2007 hrané v Kanadě. Na tomto turnaji čeští mladíci došli až do finále. Sám Kalouda v šesti zápasech vsítil 3 góly a byl jedním z nejlepších hráčů českého týmu.
Svými výkony si řekl i o nominaci do seniorského týmu reprezentace v lednu 2008. V přípravném zápase se však na hřiště nedostal. Působil i v reprezentačních výběrech U18, U19 a U21.